# Battaglia di Brignais
La Battaglia di Brignais venne combattuta il 6 aprile 1362, tra le forze del Regno di Francia al comando del conte Giacomo I di Borbone-La Marche, da cui sarebbe poi discesa la Casa di Borbone, e la Grande Compagnia Tard-Venus, comandata da Petit Meschin e Seguin de Badefol.

## Battaglia
Le forze francesi stavano assediando la città di Brignais, che era stata conquistata a marzo dalla Compagnia come base operativa, quando furono attaccate dalle forze della Compagnia che operavano nella Contea di Forez e avevano marciato a sostegno dei loro compagni. L'esercito francese venne sbaragliato. Giacome di Borbone, conte de La Marche e Connestabile di Francia fu ferito a morte, così come suo figlio primogenito Pietro II, conte de La Marche. Anche Louis d'Albon, conte di Forez fu ucciso. Un certo numero di membri dell'esercito francese furono catturati, inclusi molti signori e Arnaud de Cervole, un famoso capitano di ventura che prestava servizio nelle file francesi.